# Captain Video: Master of the Stratosphere
Cet article possède un paronyme, voir Captain Video.
Pour plus de détails, voir Fiche technique et Distribution.
Captain Video: Master of the Stratosphere est un film américain réalisé par Spencer Gordon Bennet et Wallace Grissell, sorti en 1951.

## Fiche technique
- Titre : Captain Video: Master of the Stratosphere
- Réalisation : Spencer Gordon Bennet et Wallace Grissell
- Scénario : Royal K. Cole, Sherman L. Lowe et Joseph F. Poland
- Montage : Earl Turner
- Direction artistique : Paul Palmentola
- Production : Sam Katzman
- Société de production : Sam Katzman Productions
- Société de distribution : Columbia Pictures (États-Unis)
- Photographie : Fayte M. Browne
- Pays :  États-Unis
- Genre : Aventure et science-fiction
- Format : Couleurs / Noir et blanc - 1,37:1 - Mono - 35 mm
- Genre : Aventure, science-fiction
- Durée : 287 minutes
- Dates de sortie : 17 décembre 1951 (première États-Unis), 27 décembre 1951 (États-Unis)

## Distribution
- Judd Holdren : Captain Video
- Larry Stewart : Ranger
- George Eldredge : le docteur Tobor
- Gene Roth : Vultura
- Don C. Harvey : Gallagher
- Skelton Knaggs : Retner
- William Fawcett : Alpha
- Jack Ingram : Henchman Aker
- I. Stanford Jolley : Zarol
- Jimmy Stark : Ranger Rogers
- Rusty Wescoatt : Henchman Beal
- Zon Murray : Henchman Elko

## Autour du film
- Le tournage s'est déroulé à Los Angeles.
- Spin-off du feuilleton télévisé Captain Video and His Video Rangers (en), diffusé de 1949 à 1955[1].